# Euler Bentes Monteiro
Euler Bentes Monteiro (Río de Janeiro, 15 de enero de 1917-Río de Janeiro, 23 de julio de 2002) fue un general brasileño.

## Biografía y carrera militar
En 1933 ingresó en la Escuela Militar de Realengo. Ya capitán, en 1945 apoyó la conspiración contra Getúlio Vargas.
En 1950 defendió el monopolio petrolero estatal en las elecciones al Club Militar, uniéndose a la lista nacionalista. Se graduó de la Escola Superior de Guerra, promoción de 1961. En 1964, se negó a participar en el golpe de Estado que depuso a João Goulart. Aun así, llegó a ser general de brigada en 1965, y dos años más tarde fue designado, por el general Albuquerque Lima, superintendente de la Sudene, cargo que ocupó del 31 de marzo de 1967 al 27 de enero de 1969.
Entre el 30 de noviembre de 1966 y el 26 de marzo de 1967 estuvo al mando de la Escola de Aperfeiçoamento de Oficiais (EsAO) de Río de Janeiro.
Con la toma de posesión de Ernesto Geisel, en 1974, fue ascendido a general de Ejército. Cuando era jefe del Departamento de Artillería, creó la empresa estatal IMBEL.
Un frente de oposición a la dictadura militar, articulado por Severo Gomes, lo llevó a postularse para presidente de Brasil, por el Movimiento Democrático Brasileño (MDB) en la elección indirecta de 1978, con el senador Paulo Brossard como vicepresidente. Fue derrotado por el general João Figueiredo, por 355 votos contra 226.
Durante el gobierno de Figueiredo fue reprendido por el Ejército Brasileño por haber firmado el manifiesto Em defesa da Nação ameaçada («En defensa de la Nación amenazada»), que llamaba a acciones efectivas para recuperar la identidad nacional y retomar el control de los destinos del país. Entre otras personalidades firmaron el documento, además del general Euler, Ariano Suassuna, Barbosa Lima Sobrinho y Fernando Henrique Cardoso.